# Axonopus rosengurttii
Axonopus rosengurttii är en gräsart som beskrevs av George Alexander Black. Axonopus rosengurttii ingår i släktet Axonopus och familjen gräs.
Artens utbredningsområde är Uruguay. Inga underarter finns listade i Catalogue of Life.